# Dino Asciolla
Dino Asciolla   (Roma, 6 de juny de 1920 - Siena, 9 de setembre de 1994) fou un violinista i violista italià.

## Biografia
Va completar els seus estudis al Conservatori "Santa Cecilia" de Roma. Primer violinista, imposant-se en diversos concursos nacionals i internacionals (Ginebra, 1947), va ocupar el paper de primer violí (espatlla) en diverses orquestres, inclosa l'orquestra Alessandro Scarlatti de Nàpols i el "Mozarteum" de Salzburg. El 1956, a causa d'una sèrie d'accidents, va passar a la viola, un instrument l'encant del qual l'encisà completament, prenent la decisió de dedicar-s'hi completament i definitivament.
Va contribuir fermament a difondre i ampliar el repertori de viola, amb enregistraments i enregistraments de televisió, celebrant concerts a tot el món, gràcies a l'elasticitat innata i al notable eclecticisme que li va permetre anar des del repertori barroc fins al contemporani.
Va participar en moltes estrenes i nombrosos autors contemporanis li van dedicar les seves obres. Va formar part de conjunts instrumentals famosos i prestigiosos, com ara: I Virtuosi di Roma, I Musici, el Quintetto Chigiano i el Quartetto Italiano. Va realitzar enregistraments per a diversos segells: Deutsche Grammophon, Philips, RCA, Fonit, Edipan, etc.
També va tocar la viola en discos de música pop: per recordar sobretot la seva participació al disc Non al soldi non all'amore né al cielo de Fabrizio De André i, el 1972 en representació de tercers de Donatella Moretti; també va tocar en moltes bandes sonores (recordeu, per exemple, el 1965 aquella Italiani good gente d'Armando Trovajoli, dirigida per Giuseppe De Santis).
També va participar en enregistraments de jazz, com The Healthy Food Band de Giovanni Tommaso el 1970, disc en què va tocar amb músics com Gato Barbieri, Al Korvin, Silvano Chimenti, Steve Lacy i Franco D'Andrea.
Es va dedicar amb entusiasme a la docència en diversos conservatoris estatals, per a les càtedres de violí, viola i música de cambra, així com en nombroses classes magistrals practicades incansablement a tot Itàlia i a l'estranger. Durant més de trenta anys va ser propietari i va tocar una viola de Giovanni Paolo Maggini de 1600. Va ser acadèmic de Santa Cecilia.